# Kevin Constantine
Kevin Lars Constantine (International Falls, 27 dicembre 1958) è un allenatore di hockey su ghiaccio statunitense.

## Carriera
Nella National Hockey League ha allenato i San Jose Sharks dal 1993 al 1995, i Pittsburgh Penguins dal 1997 al 1999 e i New Jersey Devils alla fine della stagione 2001-02 prima di esser licenziato dalla squadra a favore di Pat Burns che avrebbe vinto la Stanley Cup con i Devils nella stagione successiva. Da allora ha allenato nella Western Hockey League fino al suo avvento sulla panchina dei Houston Aeros nella American Hockey League nel 2007.
Ha allenato nel Campionato svizzero di hockey su ghiaccio la squadra dell'Hockey Club Ambrì-Piotta dal 2010 fino all'ottobre del 2012. Dal mese successivo intraprese l'attività di scout in Nordamerica per la formazione ticinese.
Nel 2013 fece ritorno in WHL sulla panchina degli Everett Silvertips.

## Palmarès

### Individuale
- Commissioner's Trophy: 1

1991-1992